# Таня Етвотер
Таня Етвотер (англ. Tanya Marie Atwater; нар. 27 серпня 1942) — американський геофізик і морський геолог, яка спеціалізується на тектоніці плит. Вона особливо відома своїми ранніми дослідженнями тектонічної історії плит Західної Північної Америки.

## Ранні роки життя та освіта
Етвотер народилася в Лос-Анджелесі, штат Каліфорнія, в 1942 році. Її батько був інженером, а мати — ботаніком. Вона одна з чотирьох братів і сестер. Етвотер була однією з перших жінок, яка дослідила дно океану з точки зору його геології.
Етвотер розпочала освіту в 1960 році в Массачусетському технологічному інституті, а потім отримала ступінь бакалавра в галузі геофізики в Каліфорнійському університеті, Берклі, в 1965 році. Вона здобула ступінь доктора філософії(1972) з морської геофізики у Інституті океанографії Скриппса, Каліфорнійський університет, Сан-Дієго. Вона є директором Каліфорнійського університету, Санта-Барбара, освітнього мультимедійного візуального центру, де вона заслужений професор геологічних наук. Вона була професором Массачусетського технологічного інституту до вступу на факультет Каліфорнійського університету, Санта-Барбара у 1980 році. Етвотер пішла у відставку з Каліфорнійського університету, Санта-Барбара у 2007 році.

## Кар'єра
До виходу на пенсію Етвотер була професором тектоніки у відділі геологічних наук Каліфорнійського університету в Санта-Барбарі. Вона є автором та співавтором 50 статей у міжнародних журналах, фахових видань та основних доповідей. Сім із цих робіт було опубліковано в журналах Nature або Science.
У 1975 році вона стала членом Американського геофізичного союзу за роботу в тектонофізиці. З 1975 по 1977 рік Етвотер була одержувачем стипендії Слоуна з фізики. У 1984 році вона виграла заохочувальну нагороду від Асоціації жінок-геологів. Етвотер є членом Національної академії наук, яку обрали за внесок у морську геофізику та тектоніку. У 2019 році вона отримала найвищу нагороду Геологічного товариства Америки — медаль Пенроуза.

### Наукові відкриття
Етвотер брала участь в океанографічних експедиціях за допомогою глибоких буксируваних приладів для дослідження дна океану. На сьогоднішній день вона взяла участь у 12 глибоководних зануреннях у глибоководному затопленому Елвіні. Таня Етвотер досліджувала вулкано-тектонічні процеси, відповідальні за створення нової океанічної кори в центрах розповсюдження морського дна. У 1968 році вона була співавтором науково-дослідницької роботи, що включала новаторські роботи щодо викривленої природи розповсюджувальних центрів. З Джеком Корлісом, Фредом Спіссом і Кеннетом Макдональдом вона зіграла ключові ролі в експедиціях, які розкрили виразну біологію теплих джерел на дні океану, що призвело до відкриття під час проекту RISE підводних гідротермальних отворів.
Етвотер досліджуючи розповсюдження рифтів поблизу Галапагоських островів, виявила, що рифти створювались тоді, коли
розповсюджувані центри вздовж морського дна були порушені тектонічним рухом або магмою, і тому довелося змінити напрямок, щоб перебудувати. Це допомогло пояснити складну картину морського дна.
Етвотер, мабуть, найвідоміша за її роботи над історією тектонічних плит Західної Північної Америки. Вона написала дві
великі наукові праці, в яких виклала історію еволюції тектонічних плит Північної Америки та тектонічні проблеми розлому Сан-Андреас, які допомогли в документуванні історії лінії розломів Сан-Андреас.
Таня Етвотер також вивчала геометричну еволюцію, інтегруючи та порівнюючи записи руху глобальної плити з регіональними континентальними геологічними записами. Вона виявила взаємозв'язки, що виявили джерела багатьох масштабних геологічних особливостей (наприклад, Скелясті гори, Єллоустоун, Долина смерті, вулкани Каскад, узбережжя Каліфорнії)
Дослідницька робота Етвотер «Наслідки тектоніки плит для кайнозойської тектонічної еволюції Західної Північної Америки» встановила основні рамки для тектоніки плит Західної Північної Америки. У своїй роботі вона пояснює, що приблизно 40 мільйонів років тому плита Фараллон підкорялася під Північноамериканську та Тихоокеанську плити. Нижня половина Фараллонової плити була повністю занурена під Південну Каліфорнію, а верхня половина не затонула, що в кінцевому підсумку стало відомим як плита Хуана де Фука. Оскільки південна ділянка Фараллона повністю зникла, межа Південної Каліфорнії тепер знаходилася між Тихоокеанською та Північноамериканською плитами. Розлом Сан-Андреас унікальний тим, що він виступає як основна лінія розлому, а також як межа між Тихоокеанською та Північноамериканською плитами. Вона оновила цю роботу в 1989 році.
Етвотер зацікавлена у спілкуванні та освіті на всіх рівнях. Вона розробила електронні мультимедіа (Навчальний центр мультимедійної візуалізації при КУСБ) для покращення геологічної візуалізації та розуміння, особливо пов'язаних з історією тектонічних плит.

## Нагороди та відзнаки
- 1975 член Американського геофізичного союзу[18]
- 1980 премія AAAS Newcomb Cleveland за найкращу наукову статтю в журналі Science[19]
- 1997 обрана до Національної академії наук[20]
- 2002 Премія директора Національного наукового фонду за визнаних вчених-викладачів. Ця нагорода у розмірі 300 000 доларів США протягом чотирьох років присуджується для допомоги та вшанування визнаних вчених, які розробляють способи перекласти дослідження на освіту. Гроші призначені для того, щоб надати вченим-викладачам можливість розширити свою роботу за межі своїх рідних установ
- Медаль Леопольда фон Буха, Німецьке товариство геологічних наук[21]
- 2005 Gold Medal, Society of Woman Geographers[22][23]
- 2019 Медаль Пенроуза від Геологічного товариства Америки[24]

## Вибрані роботи
- Menard, H. W., and Tanya Atwater, 1968, Changes in direction of sea floor spreading. Nature, v. 219, p. 463—467. Reprinted in Plate Tectonics and Geomagnetic Reversals, p. 412—419, W. H. Freeman Co. San Francisco, 1973.
- Atwater, Tanya, 1970, Implications of plate tectonics for the Cenozoic tectonic evolution of western North America. Bull. Geol. Soc. Amer., v. 81, p. 3513-3536. Reprinted in Plate Tectonics and Geomagnetic Reversals, p. 583—609, W. H. Freeman Co., San Francisco, 1973. Reprinted in U.C.S.D., Scripps Inst. Oceanography., Contributions, Vol. 40, Part 2, p. 1249—1271, 1970.
- Atwater, Tanya, and P. Molnar, 1973, Relative motion of the Pacific and North American plates deduced from seafloor spreading in the Atlantic, Indian and South Pacific Oceans. R. L. Kovach and A. Nur, eds., Proc. of the Conf. on Tectonic Problems of the San Andreas Fault, Geological Sciences, v. XIII, Stanford Univ., p. 136—148. •Reprinted in U.C.S.D., Scripps Inst. Oceanography., Contributions, Vol. 44, Part 2, p. 1362—1374, 1974.
- Atwater, Tanya, 1981, Propagating rifts in seafloor spreading patterns. Nature, v. 290, p. 185 186.
- Severinghaus, J. and Atwater, T., 1990. Cenozoic geometry and thermal state of the subducting slabs beneath western North America. Basin and range extensional tectonics near the latitude of Las Vegas, Nevada: Geological Society of America Memoir, 176, pp. 1–22.
- Atwater, T., 1991, Tectonics of the Northeast Pacific, Transactions of the Royal Society of Canada, Series I, v. I, pp. 295–318.
- Atwater, T., 1998, Plate Tectonic History of Southern California with emphasis on the Western Transverse Ranges and Santa Rosa Island, in Weigand, P. W., ed., Contributions to the geology of the Northern Channel Islands, Southern California: American Association of Petroleum Geologists, Pacific Section, MP 45, p. 1-8.